# بيرت غير فيليبس
بيرت غير فيليبس (بالإنجليزية: Bert Geer Phillips)‏ هو رسام أمريكي، ولد في 15 يوليو 1868 في هدسون في الولايات المتحدة، وتوفي في 16 يونيو 1956 في سان دييغو في الولايات المتحدة.